# Mae Young Classic
WWE Mae Young Classic est un tournoi annuel de catch féminin (lutte professionnelle) produit par World Wrestling Entertainment (WWE), une fédération de catch américaine, qui est visible uniquement sur le WWE Network. La première édition de ce tournoi a eu lieu en 2017. Cet événement est exclusivement féminin, les participantes proviennent de NXT. Le nom de l'événement est en l'honneur de la fin de la Hall of Famer de la WWE, Mae Young.

## Historique
| # | Événement                | Date                  | Ville                        | Lieu                              | Main Event                       |
| - | ------------------------ | --------------------- | ---------------------------- | --------------------------------- | -------------------------------- |
| 1 | Mae Young Classic (2017) | 13 et 14 juillet 2017 | Winter Park (Floride)        | Université Full Sail              | Shayna Baszler contre Kairi Sane |
| 1 | Mae Young Classic (2017) | 12 septembre 2017     | Paradise (Nevada)            | Thomas & Mack Center              | Shayna Baszler contre Kairi Sane |
| 2 | Mae Young Classic (2018) | 8 et 9 août 2018      | Winter Park (Floride)        | Université Full Sail              | Toni Storm contre Io Shirai      |
| 2 | Mae Young Classic (2018) | 28 octobre 2018       | Uniondale (État de New York) | Nassau Veterans Memorial Coliseum | Toni Storm contre Io Shirai      |